# 北蒋社区
北蒋社区，是中华人民共和国江苏省盐城市盐都区下辖的一个乡镇级行政单位。

## 行政区划
北蒋社区下辖以下地区：
远景社区、厉民社区、童成村和卢村。